# Hagiografi
Hagiografi (fra græsk ἅγιος, hagios, "hellig" eller "helgen", og γράφειν, grafein, "at skrive") betegner studiet af helgener. En hagiografi beskriver dem og de mirakler og (martyr)død, der knytter sig til dem. Ordet hagiografi betegner også de skrifter, der følger af studiet af helgener.
I kirkens første århundreder udviklede hagiografien sig til en genre, der kombinerede historiske fakta med fortællinger og legender. De tidligste handlede om martyrier. Da de store forfølgelser ebbede ud, fokuserede hagiografien mere på helgenens liv end på hans eller hendes død, og det blev beskrevet i et vita ("liv").
| Religion | Spire Denne religionsartikel er en spire som bør udbygges. Du er velkommen til at hjælpe Wikipedia ved at udvide den. |